# Annick Chappot
Annick Chappot (ur. 11 kwietnia 1968 w Villars) – szwajcarska narciarka alpejska, dwukrotna medalistka mistrzostw świata juniorów.

## Kariera
Największe sukcesy w karierze Annick Chappot osiągnęła w 1986 roku, startując na mistrzostwach świata juniorów w Bad Kleinkirchheim. Najpierw zajęła ósme miejsce w zjeździe, jednak już w swoim drugim starcie, slalomie gigancie, zdobyła brązowy medal. Wyprzedziły ją tylko Lucia Medzihradská z Czechosłowacji oraz Austriaczka Birgit Eder. Następnie była szesnasta w slalomie, a na koniec wywalczyła srebrny medal w kombinacji. Rozdzieliła tam na podium Medzihradską i Ulrike Stanggassinger z RFN. Tylko raz zdobyła punkty w zawodach Pucharu Świata, 3 stycznia 1989 roku Mariborze zajmując siódme miejsce w slalomie. W klasyfikacji generalnej sezonu 1988/1989 zajęła ostatecznie 59. miejsce. Nigdy nie wystartowała na igrzyskach olimpijskich ani mistrzostwach świata.

## Osiągnięcia

### Mistrzostwa świata juniorów
| Miejsce | Dzień     | Rok  | Miejscowość        | Konkurencja | Czas biegu  | Strata  | Zwyciężczyni       |
| ------- | --------- | ---- | ------------------ | ----------- | ----------- | ------- | ------------------ |
| 8.      | 20 lutego | 1986 | Bad Kleinkirchheim | Zjazd       | 1:40,93 min | +1,92 s | Hilary Lindh       |
| 3.      | 21 lutego | 1986 | Bad Kleinkirchheim | Gigant      | 2:06,61 min | +0,98 s | Lucia Medzihradská |
| 16.     | 22 lutego | 1986 | Bad Kleinkirchheim | Slalom      | 1:31,92 min | +2,54 s | Christa Hartmann   |
| 2.      | 22 lutego | 1986 | Bad Kleinkirchheim | Kombinacja  | ?           | ?       | Lucia Medzihradská |

### Puchar Świata

#### Miejsca w klasyfikacji generalnej
- sezon 1988/1989: 59.